# شركة هندسة الطاقة الصينية
شركة هندسة الطاقة الصينية أو شركة الطاقة الصينية ( CEEC) هي شركة صينية مملوكة للدولة في مجال الطاقة، ويقع مقرها الرئيسي في منطقة تشاويانغ ، بكين ، الصين.

## تاريخ
تأسست المجموعة في 29 سبتمبر 2011 بموافقة مجلس الدولة الصيني . وهي تخضع للإشراف المباشر لمراقبة وإدارة الأصول المملوكة للدولة الصينية (SASAC). تشمل شركات المجموعة الرئيسية شركة مجموعة جيزوبا الصينية (CGGC)، وشركة المجموعة الصينية لاستشارات هندسة الطاقة (CPECC)، ومعهد تخطيط وهندسة الطاقة الكهربائية (EPPEI)، و شركة الصين لمعدات الطاقة المحدودة.، والقسم الهندسي للشركة (14 معاهد مساحة تصميمًا وهندسة) (تقع في 14 مقاطعة وبلدية ومنطقة ذاتية الحكم)، وإدارة البناء (22 شركة بناء تقع في 15 مقاطعة وبلدية ومنطقة ذاتية الحكم).
في نوفمبر 2015، أعلنت الشركة عن طرحها العام الأولي في بورصة هونج كونج .